# Cascade du Bayehon
La cascade du Bayehon est une cascade de Belgique, la troisième la plus importante du pays[réf. nécessaire], après celles de Reinhardstein et de Coo. Alimentée par le Bayehon, elle a une hauteur de 9 mètres et est située dans la région des Hautes Fagnes, à proximité du village de Longfaye (Malmedy).
Elle est située à 510 m d'altitude.

## Promenades
De nombreuses promenades balisées permettent de rejoindre la cascade. L'accès en voiture n'y est pas autorisé. La majorité des promenades partent du et arrivent au Moulin du Bayehon, près duquel il existe plusieurs aires de parking gratuit.